# 陳弓
陳弓（1934年5月3日—）是台灣的漫畫家，本名陳金城。出生於南京。

## 人物
- 年少因戰亂而流離失所，來台後受梁鼎銘、梁中銘兄弟的照顧，並追隨其研習國畫、西畫，苦心潛學。
- 畫風粗獷豪邁，作品的觀點均站在小市民的立場，批判社會黑暗面，犀利而辛辣，牛、鬼、蛇、神在他筆下無所遁形。他明快的筆觸將人物描繪得個性鮮活、表情誇張，妙趣橫生。他的作品具備「雋永的幽默感」和「堅毅的道德勇氣」[1]與「豐富的想像力」。

## 簡歷
- 1955年，在《新生報》「漫畫雙日刊」連載「阿華」，此後便在漫畫上大展所長，成了《徵信新聞》和《聯合報》的搶手漫畫家。他的「周末漫畫」畫進了社會百態，牛鬼蛇神的社會黑暗面全部在他筆下一一現形，於《聯合報》發表時即受歡迎，後來他自費將此專欄印成《萬象圖》傳世。
- 1970年代末，他和楊齊爐（亞子）等漫畫同好合辦《漫畫雜誌》，至2000年仍出刊。

## 作品一覽
- 阿華

## 註解
1. ↑  取自《漫畫美學》，李闡作